# Castle of Glass
"Castle of Glass" (estilizada em letras maiúsculas) é uma canção da banda norte-americana de rock Linkin Park, gravada para o seu quinto álbum de estúdio, Living Things (2012). Foi composta por todos os membros do grupo, enquanto que sua produção ficou a cargo de Mike Shinoda e Rick Rubin. A sua gravação ocorreu nos estúdios NRG Recording em Los Angeles, Califórnia. A faixa foi lançada inicialmente como um single promocional para o jogo eletrônico Medal of Honor: Warfighter em outubro de 2012 e, posteriormente, como o quarto single do álbum em 12 de novembro, através das gravadoras Warner Bros. e Machine Shop.
Sendo uma faixa dos gêneros rock eletrônico e folk rock, o conteúdo lírico de "Castle of Glass" expressa um indivíduo que deseja se encaixar positivamente na sociedade, apesar do vocalista Chester Bennington ter declarado que ele é aberto à múltiplas interpretações. A canção recebeu avaliações tanto positivas quanto mistas dos críticos, com alguns elogiando-a como uma das faixas destaques de Living Things, bem como seus elementos de música folk, enquanto que outros criticaram seu ritmo. A obra teve um bom desempenho comercial, especialmente na Europa, onde adentrou entre as dez primeiras posições nas paradas da Alemanha e Áustria, e recebeu certificações em países como Itália e Reino Unido. Nos Estados Unidos, a canção alcançou a 16.ª posição na Alternative Airplay, obtendo um disco de platina pela Recording Industry Association of America (RIAA).
O videoclipe oficial de "Castle of Glass", no qual a banda fez em conjunto com a equipe de desenvolvimento de Medal of Honor: Warfighter, foi dirigido por Drew Stauffer e Jerry O'Flaherty, e lançado em 10 de outubro de 2012. A faixa foi indicada na categoria de "Melhor Canção em um Jogo Eletrônico" na Spike Video Game Awards 2012, e foi executada ao vivo neste mesmo evento. Mais tarde, apresentaram-se em turnês como Living Things World Tour, Carnivores Tour e The Hunting Party Tour. Um remix, feito por Shinoda, é apresentado no segundo álbum de remixes da banda, Recharged (2013); esta versão fez uma aparição na trilha sonora do jogo eletrônico Need for Speed: Rivals (2013).

## Antecedentes e composição
"Castle of Glass" foi escrita por todos os membros do Linkin Park, enquanto que Mike Shinoda e Rick Rubin estiveram envolvidos em sua produção. A canção foi gravada em 2012 no NRG Recording Studios em Hollywood, Califórnia. Brian "Big Bass" Gardner fez o trabalho de masterização no Bernie Grundman Mastering, e Manny Marroquin a mixou no Larrabee North Studios. A faixa usa componentes eletrônicos presentes no quarto álbum da banda, A Thousand Suns (2010). Em uma entrevista à MTV, Shinoda comentou que o processo de composição do grupo era uma "coisa estranha e amorfa", já que eles gravavam, mixavam e terminavam uma música ao mesmo tempo. Ele afirmou que "Castle of Glass" surgiu desse processo: "Fazemos tudo ao mesmo tempo, a cada passo do caminho. A partir do momento em que estamos colocando as coisas no laptop, eu já estou misturando um pouco e, às vezes, essas coisas acabam se transformando em canções, como 'Castle of Glass'". Em outra entrevista, o vocalista Chester Bennington afirmou que "Castle of Glass" pode ser interpretada de vários pontos de vista:
"Quando Mike estava falando sobre a letra, a certa altura ele disse: 'Sabe, é como se encontrar como uma parte quebrada de uma grande máquina e sentir que não faz parte dela, ou tentar encontrar seu lugar no esquema mais amplo das coisas.' E isso pode significar um soldado voltando da guerra para casa, tentando se encaixar na sociedade, ou uma pessoa saindo da prisão, ou qualquer outra coisa".— Chester Bennington
Bennington comentou que a canção pode ser vista de múltiplas perspectivas, dependendo do que se quer que seja, e deu um exemplo do que para ele poderia ser um dos muitos significados: "Aqui estou eu, visualizando este grande e lindo castelo de vidro em uma colina [...] estou pensando: 'Sim, se você chegar perto, eu sou esse pequeno pedaço quebrado deste castelo que ninguém conhece, e posso parecer falho e sem importância, mas quando você verifica e olha para o grandioso, você é realmente uma parte disso.'" "Castle of Glass" é uma faixa dos gêneros rock eletrônico e folk rock, e que possui elementos de música country e folk-pop. De acordo com a partitura musical publicada pela Universal Music Publishing Group, a obra é composta em dó sustenido menor, seguindo um andamento moderado de 108 batidas por minuto. O alcance vocal de Bennington se estende da nota lá bemol maior até si maior.

## Lançamento
"Castle of Glass" ficou disponível pela primeira vez em 26 de junho de 2012, na época do lançamento de Living Things. Em agosto, foi anunciado que a canção iria fazer parte da trilha sonora do jogo eletrônico de tiro em primeira pessoa Medal of Honor: Warfighter (2012), da Danger Close Games, sendo lançada como um single promocional em outubro. O produtor executivo de Warfighter, Greg Goodrich, disse: "O Linkin Park sempre mostrou muito respeito e gratidão por nossos militares e mulheres, muitos dos quais são fãs de suas músicas [...] A parceria com eles para a trilha sonora de Medal of Honor: Warfighter e o videoclipe de 'Castle of Glass' é um ajuste natural para nós". A faixa foi posteriormente lançada como o quarto single de Living Things em 12 de novembro de 2012, com a sua arrecadação beneficiando a instituição de caridade Help for Heroes, que fornece apoio de recuperação vitalício ao pessoal de serviço das Forças Armadas Britânicas. Uma versão em CD single foi lançada em 7 de dezembro, enquanto que uma edição digital em formato de extended play (EP), voltada para Alemanha, foi disponibilizada em 22 de março de 2013.

### Apresentações ao vivo
A banda estreou a canção ao vivo na cerimônia de premiação de jogos eletrônicos Spike Video Game Awards 2012, que ocorreu em Culver City, Califórnia, em 7 de dezembro de 2012; Bennington, Shinoda, o guitarrista Brad Delson e o baixista Dave Farrell cantaram durante o último refrão. No dia seguinte, a faixa foi apresentada no 23º KROQ Almost Acoustic Christmas. Posteriormente, "Castle of Glass" se tornou um ponto regular nas setlists das turnês da banda, aparecendo na turnê de divulgação de Living Things, a Living Things World Tour. Para a promoção do sexto álbum de estúdio do grupo, The Hunting Party (2014), a faixa figurou nas turnês Carnivores Tour e The Hunting Party Tour.

### Remixde Mike Shinoda
"Castle of Glass" foi remixada por Shinoda para o segundo álbum de remixes de Linkin Park, Recharged (2013). Mais tarde, esta versão figurou no jogo eletrônico Need for Speed: Rivals (2013), da Ghost Games e Criterion Games. Ao falar sobre seu remix para a canção, Shinoda comentou:
"Meu remix de 'Castle of Glass' foi uma jornada; a seção de versos foi a primeira coisa que fiz, que originalmente vivia em um tipo de mundo do Justice / Daft Punk. Mas eu não queria a canção fosse bidimensional ou um rip-off, então eu sujei os sons e adicionei um pouco de uma sensação de rock progressivo. Então adicionei a introdução ambiente. Depois disso, tive a ideia de levá-la a algum lugar realmente inesperado, que é onde o último movimento veio. Eu acho que a última seção é onde a verdadeira musicalidade e magia acontecem, apresentando os sintetizadores, novas mudanças de acordes, vocais de vocoder, guitarra e piano."— Mike Shinoda

## Recepção da crítica
"Castle of Glass" recebeu avaliações variáveis da crítica. Rick Florino, escrevendo para o ArtistDirect, disse que "há uma elegância de folk na canção que traz algumas das letras mais poéticas de Shinoda e Bennington até hoje: 'Cause I'm only a crack in this castle of glass'". A revista americana Billboard, em sua resenha faixa-por-faixa de Living Things, escreveu que a canção "possui uma letra muito bem feita, metáforas e um arranjo simples, mas radical, proporcionando uma das faixas mais intrigantes do álbum". O site Write Club observou que o som suave de "Castle of Glass" não é muito diferente ao estilo do single "Breaking the Habit", presente no segundo álbum de estúdio da banda, Meteora (2003). Por sua vez, James Montgomery, da MTV, mencionou que ela é uma das faixas que se destacam em Living Things. Hannah Ackroyd, do The Hullfire, comparou-a ao som de A Thousand Suns, o quarto álbum de estúdio de Linkin Park, e disse que "a raiva, que era imediatamente reconhecível em seu trabalho anterior, está de volta".
Tim Grierson, do About.com, a classificou como uma das melhores canções de Living Things, acrescentando que "ostenta um gancho melódico indelével que combina pop com industrial". Da mesma forma, Sarah Keary, da Ourvinyl, classificou-a como uma canção pop industrial. Um revisor do site El Portal del Metal disse que é "um tema melancólico perfeito para um filme de estrada, com um ritmo suave e contínuo". Paul Hagen, da revista britânica Big Cheese, disse que a faixa, juntamente com "I'll Be Gone", é uma "uma combinação melódica e um pouco chata". A AltSounds comentou que apesar de possuir uma melodia agradável, "Castle of Glass" é "uma faixa para encher linguiça; é extremamente passiva e não te inspira". Outra crítica negativa veio da NME, onde Hamish MacBain escreveu: "O mundo precisa que o Linkin Park 'vire country'? Não, e ninguém sabe disso melhor do que a própria banda". Um dos escritores da Sputnikmusic dissertou sobre a faixa, dizendo que era similar demais com a canção "Powerless" e que "ela seria melhor se não fosse tão inferior a faixa final do álbum". "Castle of Glass" foi indicado na categoria de "Melhor Canção em um Jogo Eletrônico" na cerimônia de premiação de jogos eletrônicos Spike Video Game Awards 2012, a qual perdeu para "Cities", do cantor Beck.

## Videoclipe

Uma cena do videoclipe de "Castle of Glass" mostrando a banda se apresentando no meio de uma tempestade de cacos de vidro, construída através de efeitos especiais.

Com o objetivo de colaborar com a trilha sonora de Medal of Honor: Warfighter, Linkin Park fez um videoclipe junto com sua equipe de desenvolvimento. Suas filmagens começaram em agosto de 2012 em Los Angeles, com a banda publicando-o no dia 10 de outubro deste mesmo ano em seu canal no YouTube. Em relação ao seu conceito, Shinoda afirmou que "veio de parte da equipe de Medal of Honor e o grupo teve uma pequena participação [da produção] disso". Ele também disse: "É principalmente uma narrativa; é meio que a história das famílias e soldados na qual o jogo se baseia". Foi produzido pelas equipes da Mothership e Digital Domain, nas quais estiveram envolvidas na produção de cutscenes e conteúdos para o jogo. Essa colaboração com a banda aconteceu depois que a Electronic Arts solicitou que eles fizessem parceria para produzir o vídeo ao lado dos diretores Drew Stauffer e Jerry O'Flaherty.
Tanto as equipes quanto os diretores trabalharam para filmar as cenas de ação e a banda tocando a faixa em um fundo verde. Efeitos especiais são usados com destaque no videoclipe e seguem o tema de um mundo desmoronando. A partir disso, a Digital Domain criou "o vazio", "um lugar sobrenatural que representa o estado caótico da mente da criança, com tempestades violentas que fazem chover cacos de vidro". O clipe retrata a perda de um ente querido pela guerra, e gira em torno de um menino que é recebido na porta de sua casa por um fuzileiro naval, que veio lhe contar que seu pai foi morto em combate. Dentro da casa, Shinoda se encontra sozinho em uma sala enquanto tudo começa a desmoronar ao seu redor. Mais tarde, a banda aparece tocando a canção no meio de uma tempestade onde chove cacos de vidro. À medida que o menino começa a explorar os pertences de seu pai, ele começa a entender que o mesmo havia se sacrificado para servir seu país, e mesmo tendo perdido seu pai na guerra, ele se prepara para seguir seus passos. O videoclipe culmina com a citação do político e estadista britânico Winston Churchill: "Todas as grandes coisas são simples, e muitas podem ser expressas nestas palavras: liberdade, justiça, honra, dever, misericórdia, esperança".

## Faixas e formatos
| CD single |                                         |         |  |
| N.º       | Título                                  | Duração |  |
| 1.        | "Castle of Glass"                       | 3:25    |  |
| 2.        | "Lost in the Echo" (remix de KillSonik) | 5:09    |  |

| iTunes — EP alemão |                                                    |         |  |
| N.º                | Título                                             | Duração |  |
| 1.                 | "Castle of Glass"                                  | 3:25    |  |
| 2.                 | "Lost in the Echo" (remix de KillSonik)            | 5:09    |  |
| 3.                 | "Burn It Down" (ao vivo no Rock Im Park 2012)      | 4:00    |  |
| 4.                 | "Lies Greed Misery" (ao vivo no Rock Im Park 2012) | 2:30    |  |

## Desempenho comercial
"Castle of Glass" teve um desempenho comercial positivo, especialmente na Europa. Em 3 de dezembro de 2012, a canção estreou na 100.ª colocação na principal parada musical da Alemanha; nove semanas depois, alcançou a décima posição e permaneceu lá por duas semanas não consecutivas. Isso o tornou o quarto single da banda a classificar-se entre as dez primeiras posições naquele país. Depois de vender 300 mil cópias, a Bundesverband Musikindustrie (BVMI) a certificou como disco de platina. A faixa alcançou a colocação de número 18 na Ultratip 50, da região da Valônia da Bélgica. Na Áustria, estreou na 69.ª posição e, em sua sexta semana, atingiu a segunda colocação, ficando atrás de "Scream & Shout" de will.i.am com Britney Spears. Depois de vender mais de 15 mil unidades, a IFPI austríaca creditou-lhe um disco de ouro. Na Suíça, debutou na 46.ª posição e, em 21 de abril de 2013, alcançou a 17.ª colocação. Nesse mesmo ano, a IFPI da Suíça também lhe concedeu um disco de ouro após vender 15 mil cópias. Na Hungria, o single alcançou a sétima posição, enquanto que na França atingiu a 166ª. Por outro lado, apesar de não ter figurado na Billboard Hot 100 dos Estados Unidos, a canção adentrou em algumas paradas musicais. Na Alternative Airplay atingiu a 16.ª posição. Também alcançou as classificações de número 24 e 32 nas paradas Rock & Alternative Airplay e Hot Rock & Alternative Songs, respectivamente. Em 23 de junho de 2022, "Castle of Glass" recebeu uma certificação de platina através da Recording Industry Association of America (RIAA), depois de ter vendido mais de um milhão de unidades somente nos Estados Unidos. Nas tabelas de final de ano de 2013, a obra terminou em 50.º lugar na Alternative Airplay, e em 85.º na Hot Rock Songs; na Europa, terminou na 30.ª posição na Áustria e 64.ª na Suíça.

## Desempenho nas tabelas musicais
| Tabela musical (2012–2014)                    | Melhor posição |
| --------------------------------------------- | -------------- |
| Alemanha (Official German Charts)             | 10             |
| Áustria (Ö3 Austria Top 40)                   | 2              |
| Bélgica (Ultratip da Valônia)                 | 18             |
| Chéquia (Rádio – Top 100)                     | 25             |
| Chéquia (Singles Digitál Top 100)             | 48             |
| Estados Unidos (Alternative Airplay)          | 16             |
| Estados Unidos (Hot Rock & Alternative Songs) | 32             |
| Estados Unidos (Rock & Alternative Airplay)   | 24             |
| França (SNEP)                                 | 166            |
| Hungria (Single Top 40)                       | 7              |
| Portugal (AFP)                                | 34             |
| Reino Unido (UK Rock & Metal Chart)           | 17             |
| Suíça (Schweizer Hitparade)                   | 17             |
| Venezuela (Record Report)                     | 148            |

| Tabela musical (2013)                | Posição |
| ------------------------------------ | ------- |
| Alemanha (Media Control AG)          | 41      |
| Áustria (Ö3 Austria Top 40)          | 30      |
| Estados Unidos (Alternative Airplay) | 50      |
| Estados Unidos (Hot Rock Songs)      | 85      |
| Itália (FIMI)                        | 90      |
| Suíça (Schweizer Hitparade)          | 64      |

## Certificações
| Alemanha (BVMI) | Platina | 300 000^   |
| Áustria (IFPI Áustria) | Ouro    | 15 000*    |
| Estados Unidos (RIAA) | Platina | 1 000 000‡ |
| Itália (FIMI) | Platina | 30 000*    |
| Reino Unido (BPI) | Prata   | 200 000‡   |
| Suíça (IFPI Suíça) | Platina | 30 000^    |
| * Número de vendas definido com base apenas no nível de certificação. ^ Número de embarques definido com base apenas no nível de certificação. ‡ Número de vendas + streaming definido com base apenas no nível de certificação. |         |            |

## Créditos e pessoal
Créditos adaptados através do livreto de "Castle of Glass" e de Living Things.
Linkin Park
- Chester Bennington – vocais
- Mike Shinoda – vocais, guitarra elétrica, cordas, piano
- Brad Delson – violão acústico, vocais de apoio, sampler
- Dave "Phoenix" Farrell – baixo, vocais de apoio
- Joe Hahn – sintetizador, sampler, programação
- Rob Bourdon – bateria, percussão

Produção
- Linkin Park – composição
- Rick Rubin – produção
- Mike Shinoda – produção
- Brian "Big Bass" Gardner – masterização
- Manny Marroquin – mixagem
- Brandon Parvini – design de capa; na Ghost Town Media
- Gravada no NRG Recording Studios, Hollywood, Califórnia
- Mixada no Larrabee North Studios, Hollywood, Califórnia
- Masterizada no Bernie Grundman Mastering, Hollywood, Califórnia